# Hans Glas (Unternehmer)

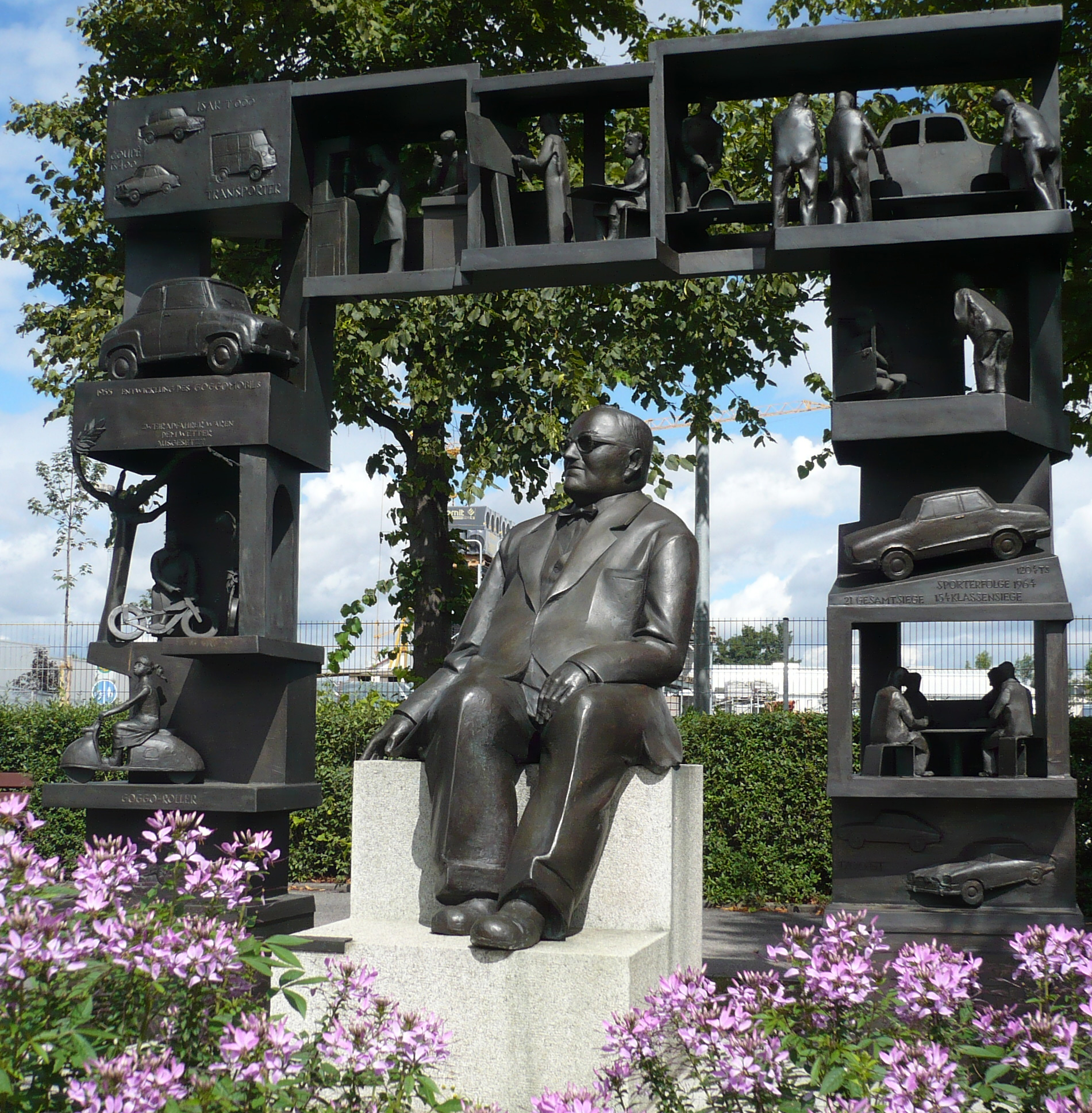
Das Hans-Glas-Denkmal in Dingolfing

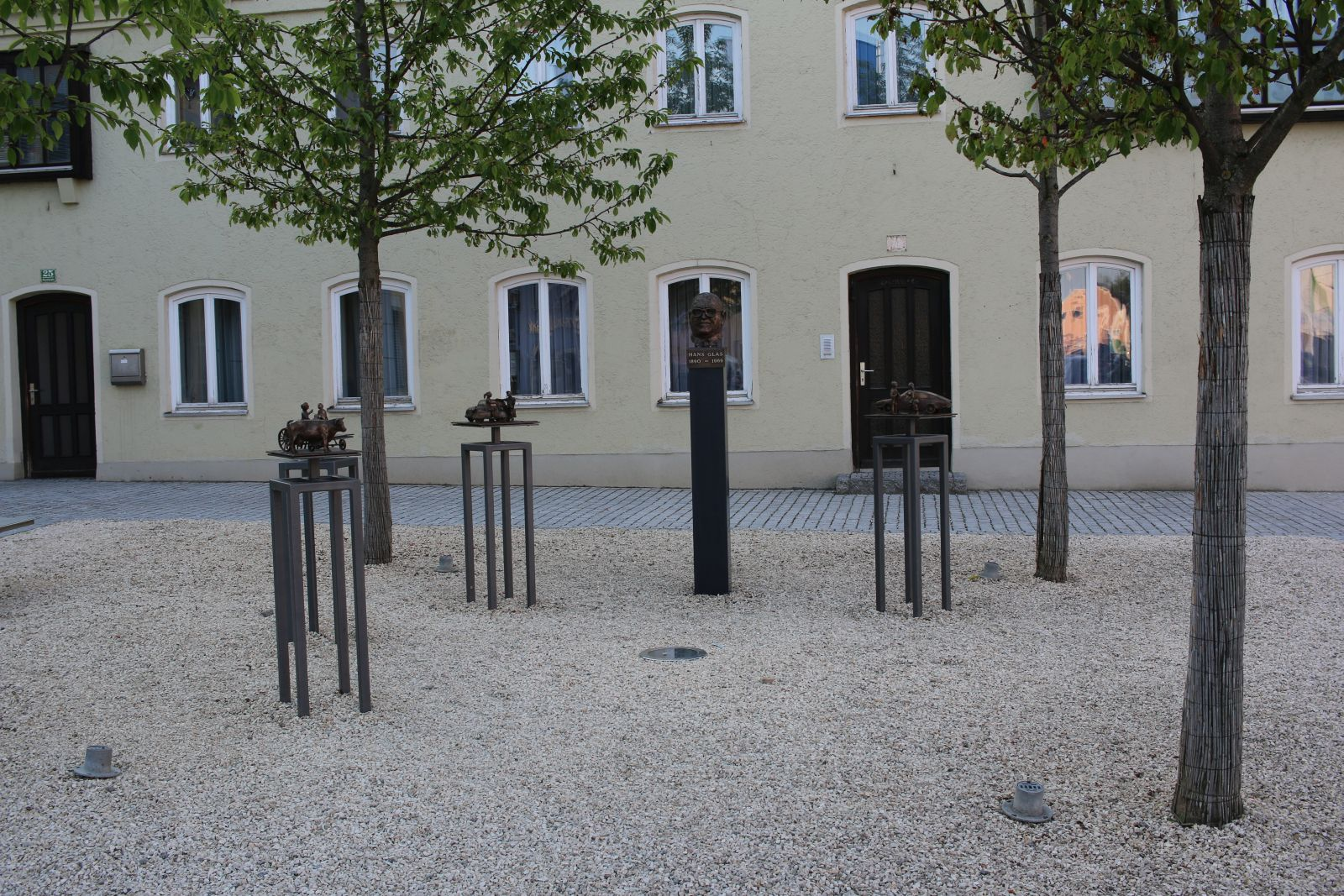
Hans-Glas-Denkmal in Pilsting, Gesamtansicht

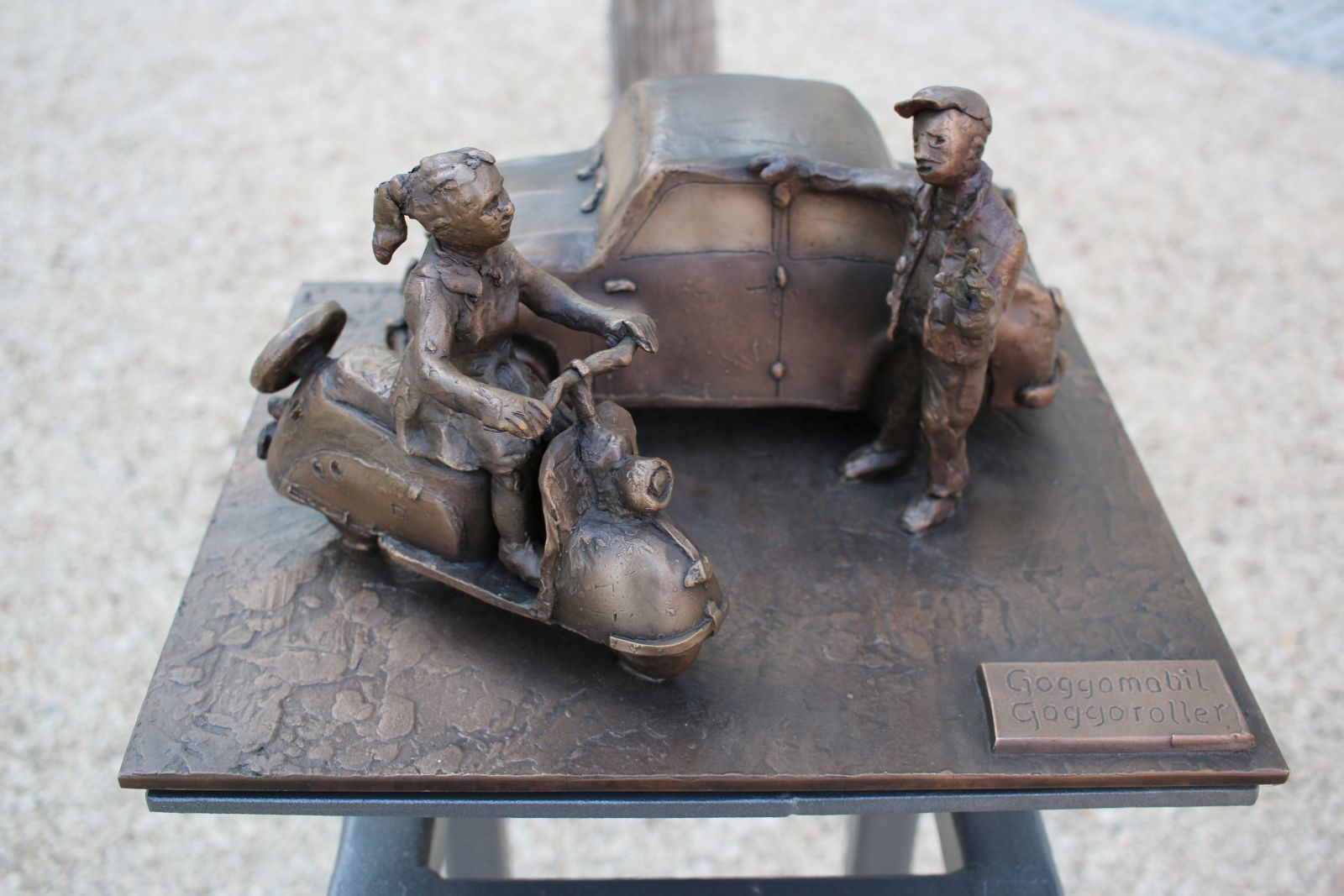
Hans-Glas-Denkmal in Pilsting, Goggoroller und Goggomobil Vorderansicht

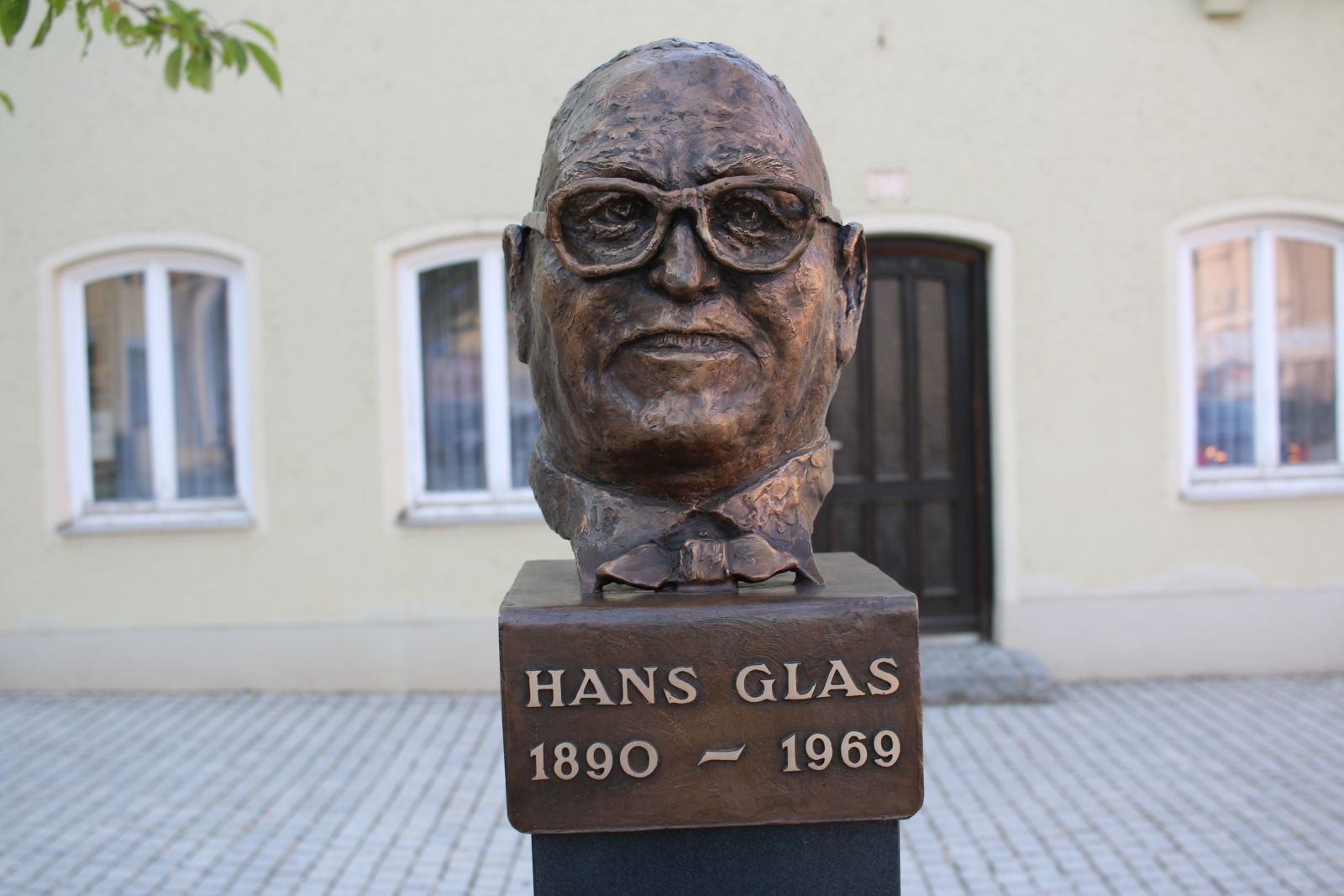
Hans-Glas-Denkmal in Pilsting, Büste frontal

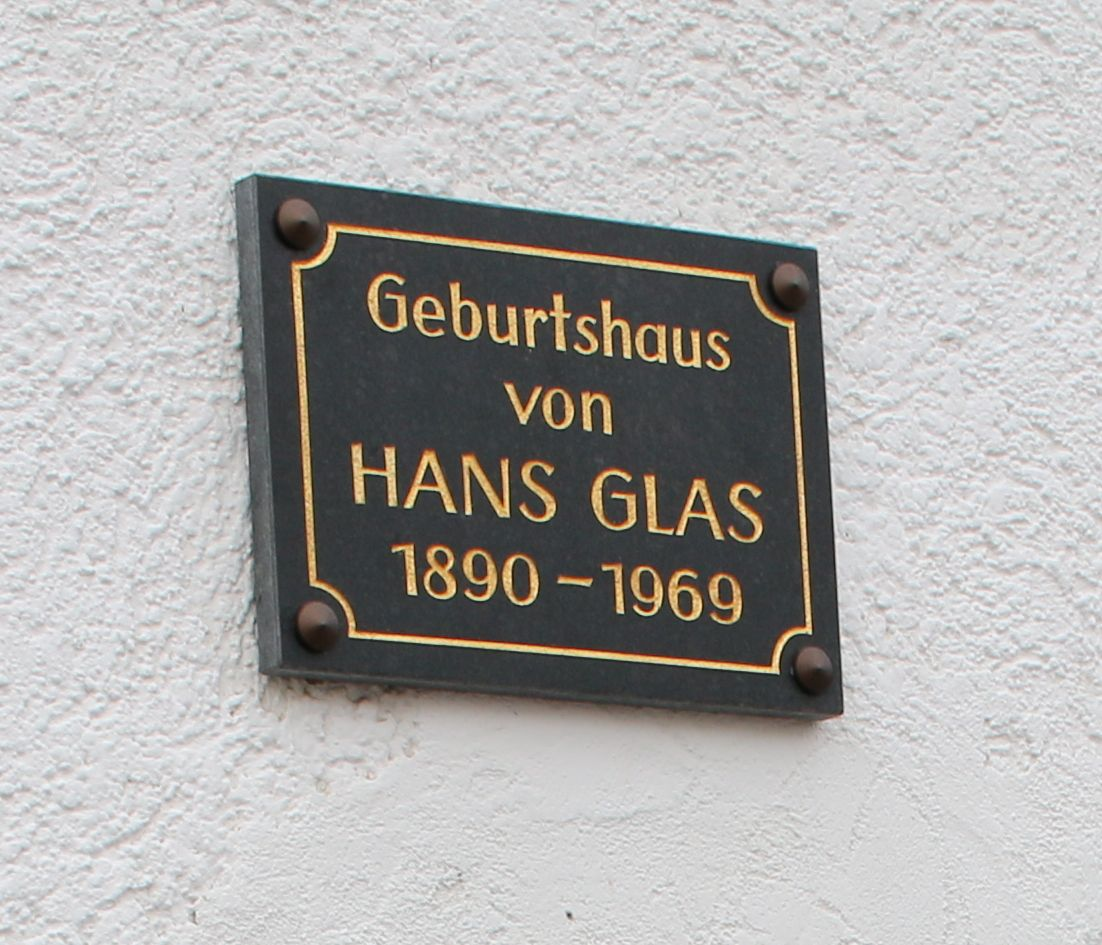
Hans-Glas-Gedenktafel an seinem Geburtshaus in Pilsting

Hans Glas (* 12. Juni 1890 in Pilsting (Niederbayern); † 13. Dezember 1969 in Dingolfing) war ein deutscher Unternehmer. Er war Inhaber des Landmaschinen- und Kraftfahrzeugherstellers Hans Glas GmbH.

## Biografie
Nach einer Ausbildung zum Maschinenbauer in der von seinem Vater geführten Landmaschinenfabrik Isaria war er bei dem kanadischen Landmaschinenunternehmen Massey-Harris tätig, zunächst im Verkauf in Berlin, dann von 1910 bis 1924 in Toronto. Danach kehrte er wieder in das Unternehmen seines Vaters zurück.
Als Chef des Familienunternehmens (inzwischen Hans Glas GmbH), das er inzwischen gemeinsam mit seinen Kindern Andreas und Hertha führte, gab er 1952, als neben Landmaschinen bereits auch Motorroller hergestellt wurden, den Anstoß zur Entwicklung des Goggomobils. Drei Jahre nach dem Verkauf seines Unternehmens an BMW starb er 1969 im Alter von 79 Jahren an den Folgen einer Grippe. Seine Grabstätte befindet sich auf dem städtischen Friedhof von Dingolfing.

## Ehrungen
- Hans-Glas-Schule in Dingolfing und Landau
- Hans-Glas-Denkmal in Dingolfing
- Hans-Glas-Denkmal in Pilsting
- Mehrere Straßen wie seit 1997 in Bremen-Häfen, in Dingolfing, Rosenthal (Hessen), Wallersdorf  und Stephansposching wurden nach ihm benannt.